# Cantellius euspinulosum
Cantellius euspinulosum is een zeepokkensoort uit de familie van de Pyrgomatidae. De wetenschappelijke naam van de soort is voor het eerst geldig gepubliceerd in 1931 door Broch.